# Cilnia
Cilnia es un género de insectos mantodeos de la familia Mantidae. Es originario de África.

## Especies
Comprende las siguientes especies:
- Cilnia chopardi
- Cilnia humeralis